# Canobbio

Canobbio. Historisches Luftbild von Werner Friedli (1948)

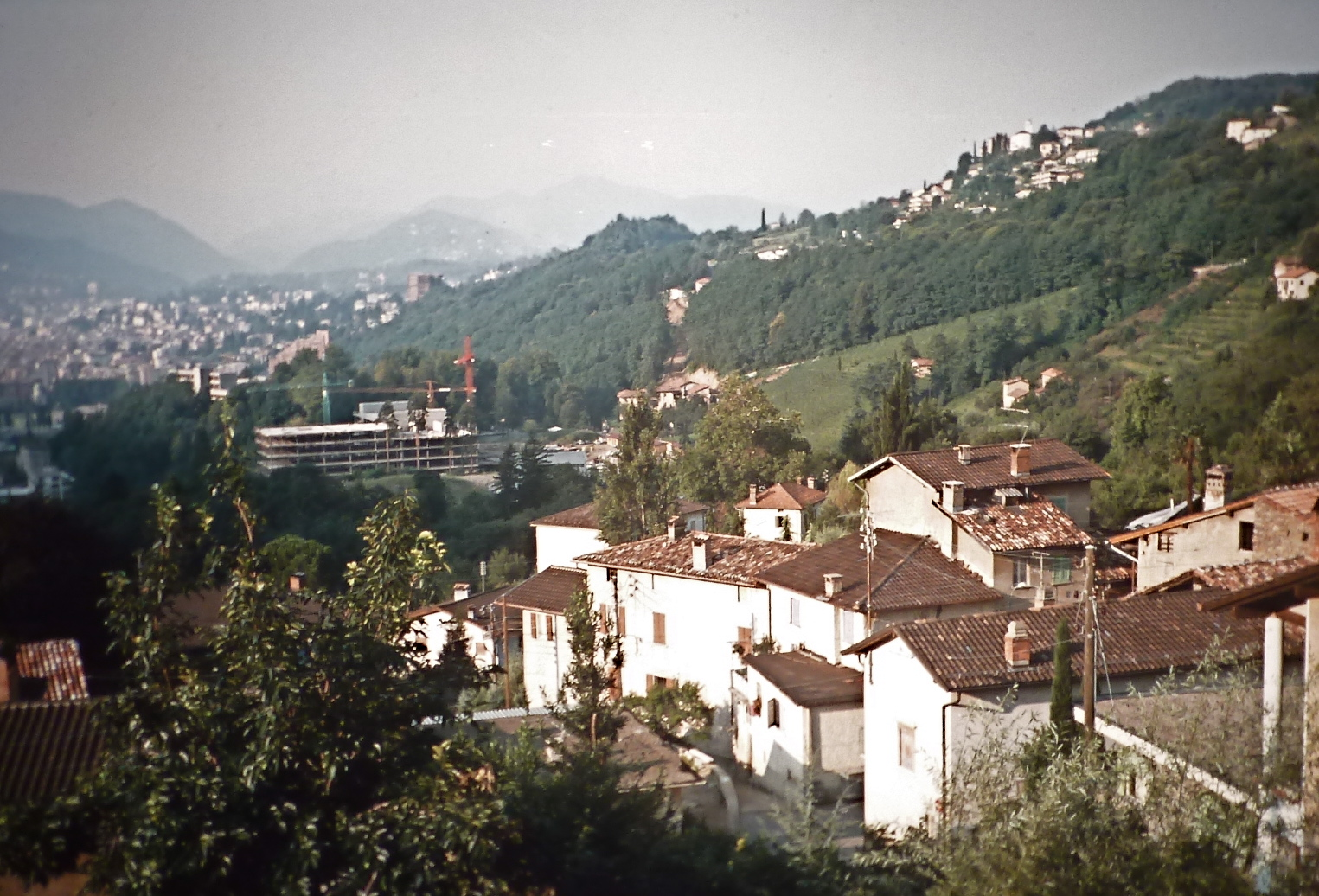
Canobbio (1975)

Canobbio (nicht zu verwechseln mit Cannobio in Italien) ist eine politische Gemeinde im Kreis Vezia, im Bezirk Lugano des Kantons Tessin in der Schweiz.

## Geographie
Das Dorf liegt auf 400 m ü. M. an der Strasse Lugano-Tesserete, am rechten Ufer des Cassarate auf einer Anhöhe 3,5 km nördlich von Lugano. 
Die Nachbargemeinden sind im Norden Capriasca, im Osten Lugano, im Süden Lugano und Porza und im Westen Comano TI.

## Geschichte
Im Jahr 712 wurde das Dorf als Canobli erstmals erwähnt. Im Mittelalter war das Dorf ein Hof (curtis) der Abtei Sant’Ambrogio in Mailand. Die Kirche San Siro, erstmals 863 erwähnt, gehörte zur Abtei San Pietro in Ciel d’Oro in Pavia. Güter waren hier auch im Besitz des Humiliatenklosters Santa Caterina in Lugano. Das noch 1335 erwähnte Conago mit seiner Kirche San Silvestro ist mittlerweile in Canobbio aufgegangen. Nach der Trennung von der Mutterkirche in Lugano (1472) wurde das Dorf zunächst der Pfarrei von Comano einverleibt und 1643 unabhängig.

## Bevölkerung
Einwohnerzahlen: Volkszählungsdaten

## Sehenswürdigkeiten
- Pfarrkirche San Siro, erwähnt 863[7]
- Pfarrhaus mit Fresko Madonna[7]
- Betkapelle Madonna di Lourdes di Giümel[7]
- Wohnhaus mit Fresko Madonna col Bambino e Santa[7]

## Sport
- Associazione Calcio Canobbio[8]